# 労研饅頭

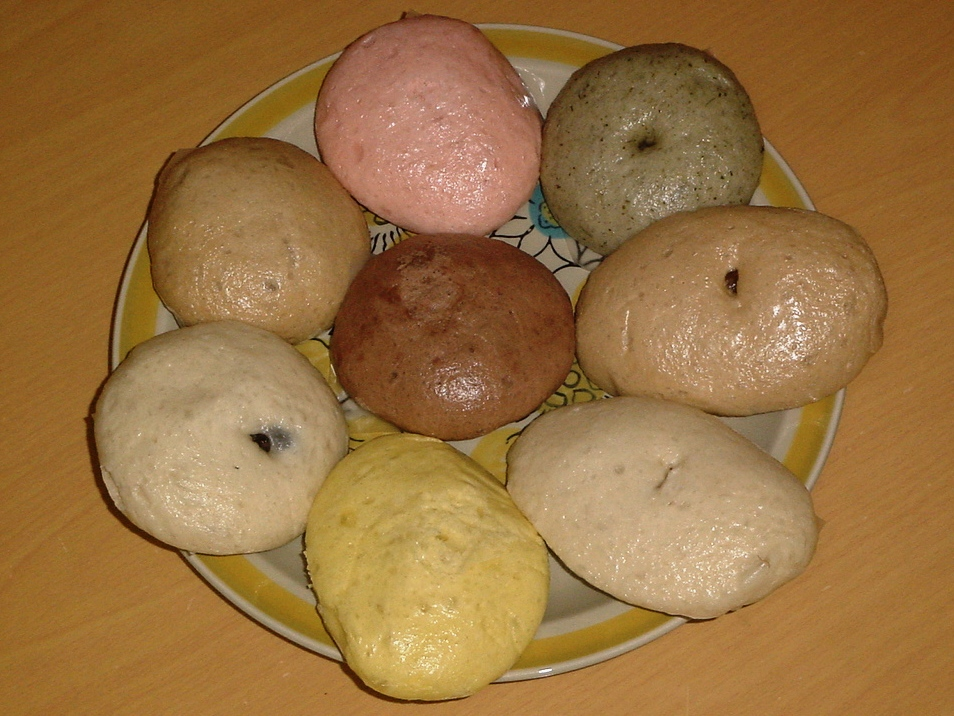
労研饅頭の8種

労研饅頭（ろうけんまんとう）、通称「ローマン」は、倉敷紡績社長・大原孫三郎が開設した倉敷労働科学研究所（現：大原記念労働科学研究所）で、1929年（昭和4年）に、主食代用食として研究開発・誕生したものである。主材料はメリケン粉（小麦粉）であり、満州の苦力の主食からヒントを得て、その形や味が日本人の親しみのあるものに改善されて誕生した。

## 特徴
直径10センチメートル前後、重さ60グラム前後の、小ぶりで甘みのある蒸しパン状の菓子である。小麦粉をこねた生地を酵母で発酵させ、蒸し上げたものである。形状は種類によって円盤状のものと、楕円形のものがある。生地によもぎやココアなどを練り込んだものや、豆類や乳製品を入れたもの、中に小豆餡を入れたものもあり、種類も豊富である。太平洋戦争前から続く製法で作られており、素朴な味わいで、地元の一部の人に根強い人気がある。

## 種類
製造発売元の「たけうち」では、現在14種類が製造されている。元祖は「黒大豆」、一番人気は「うずら豆」としている。
- 現在の種類
  - 味つき
    - うずら豆、黒大豆、よもぎ味付け、ココア、レーズン、バター、チーズ

  - あん入り
    - つぶあん、こしあん、よもぎつぶあん、よもぎこしあん、しろあん、かぼちゃあん、いもあん

## 沿革

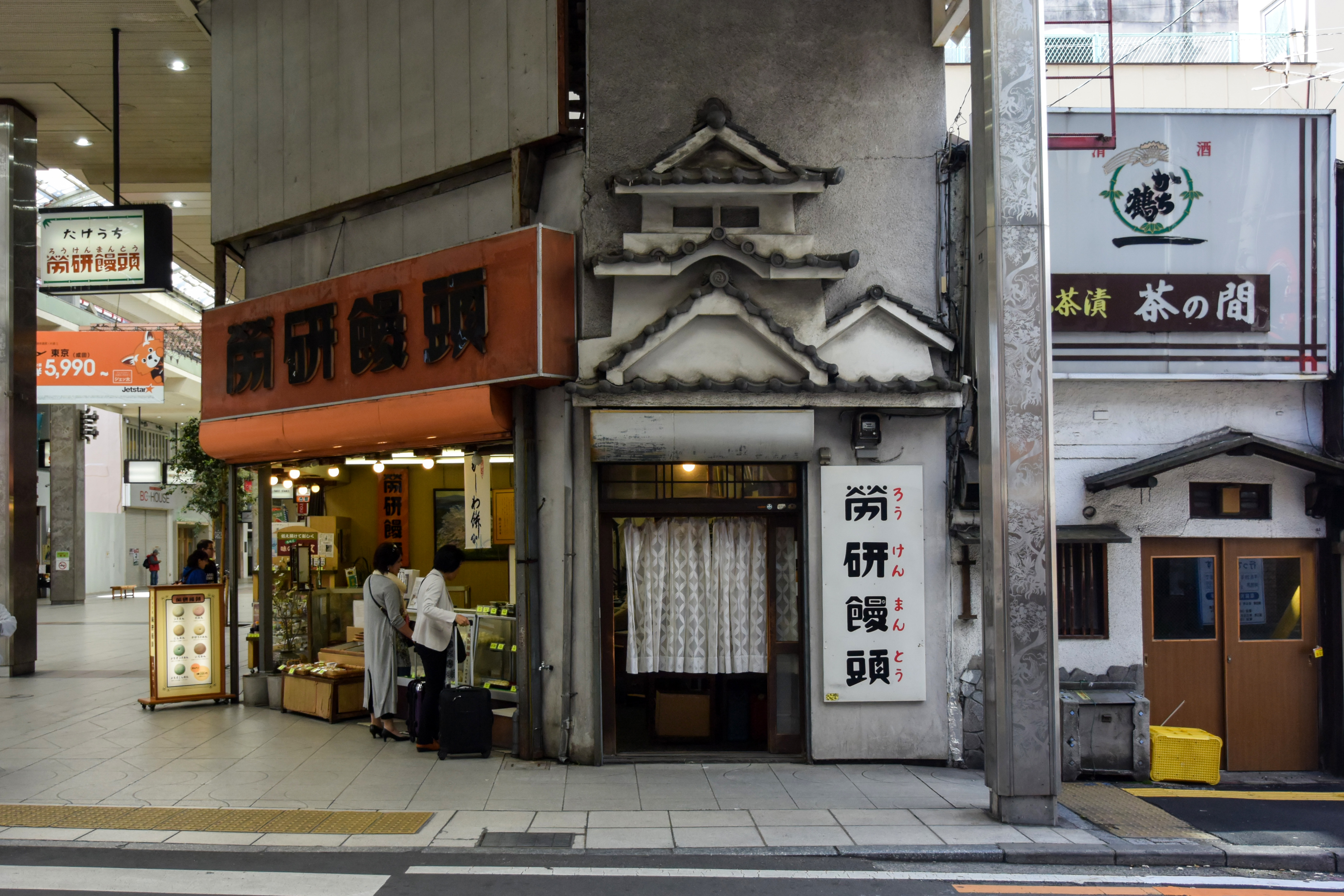
労研饅頭たけうち大街道支店

「労研饅頭」は、当時一都市一件という事で労研饅頭指定者組合により製造元の認可がなされ、1936年（昭和11年）発行のパンフレットでは、札幌市から久留米市まで34市、朝鮮で3市の組合員があったことがわかる。現在製造しているのは、愛媛県松山市の「たけうち」と岡山県倉敷市の岡山木村屋だけである。

### 愛媛県松山市「たけうち」
昭和初期、松山市は深刻な不況に襲われ、夜学生が学資を確保することが困難であった。それを見かねた私立松山夜学校（現在の私立松山学院高等学校）奨学会は、夜学生の学資を供給する事業がないか模索していた。その頃、岡山県倉敷市にあった労働科学研究所が満州（現在の中国東北部）の労働者の主食であった「饅頭」（マントウ）を日本人向けに甘くアレンジし、これを岡山県や京阪神の業者が販売していることを聞きつけた。小麦粉で作る饅頭は安価に製造できるため、これを松山で製造販売し、学資を確保するとともに夜学生の主食にもしてもらうことを企画したのである。
こうして1931年に松山で「労研饅頭」の名で販売が開始された。「労研」とは労働科学研究所の略。また、饅頭を「まんとう」と読むのは中国東北部の主食「マントウ」が起源だからである。なお、当時は4個で5銭、松山市内の学校や軍内で販売され、夜学生の学資確保に貢献したという。
その後、労研饅頭は個人営業の竹内商店（現在の販売店「たけうち」の前身）が製造販売するようになったが、戦火の拡大により、1943年には小麦粉も入手難となり、販売休止に追い込まれた。しかし、受け継いだ酵母は守り通され、1945年の終戦後には早くも販売が再開されている。1952年に「たけうち」が「労研饅頭」の登録商標を取得した。
高度成長期には洋菓子などに押されたが、保存料などを使わない自然食であることが見直され、松山の名物菓子として定着している。

### 岡山県倉敷市「岡山木村屋」
岡山県ではトップシェアを誇るパン製造業の岡山木村屋が、2023年4月20日に「倉敷勞饅」の名前で発売を開始した。木村屋はかつて労研饅頭の販売権を有していたが（全国労研饅頭組合第25号）、販売中止から長期間を経ており社内には製法も酵母も残っていなかったため、下記のニブベーカリーのレシピを受け継いだという。この復活は岡山県立倉敷商業高等学校がG7倉敷労働雇用大臣会合開催記念シンポジウム「働くあなたを食で応援」で労研饅頭をカラフルにアレンジした「倉敷摩訶饅」の発表を行うため、木村屋に試作依頼を出したことが契機となったという。

### 岡山県備前市「ミシェール・ニブ」 （閉店）
「労研饅頭」発祥の地である岡山では、1936年（昭和11年）に備前市にあるニブベーカリー（当時：丹生一二商店）の創始者である丹生一二が、旧全国労研饅頭組合より製造の正式認可第二五号を受け、その道を家業とした。それ以来、七五年以上に渡って今日まで創り続けてきた労研饅頭（商標登録：倉敷ローマン）は、小麦粉を主成分に、柔らかく、素朴な味わいが特徴である。備前市の名物として定着しており、懐かしい味を買い求めに遠路から来店されることもあるという。ただし、この店は既に閉店している為購入不可能である。

## ろうまん
労働科学研究所の所在地で、労研饅頭の故郷であった岡山県では、京阪神の場合と同様に、戦火によって酵母が途絶えてしまい、一時は労研饅頭が消えてしまった。しかし、岡山市の「三笠屋」という業者が製造した黒豆入りと餡入りの2種類の労研饅頭が、岡山市などのごくわずかな商店のみで「ろうまん」の商標名で販売されていた。しかしながら2007年12月21日に三笠屋が廃業し、岡山市内での労研饅頭の灯は再び途絶えてしまった。
サイズは松山のものよりも小さく、消費期限が当日限りであるため、三笠屋が休業する日曜日の販売は行われなかった。

## 中国の饅頭（マントウ）との比較
一般に、中国の北部（華北）で主食とされている饅頭（マントウ、mántou）、別名「饃饃」（モーモ、mómo）では、粘りを出すのに用いる塩を除いて、味は付けられておらず、小麦粉と酵母の持ち味しかしない。このため、一般に、炒め物やスープのような料理とともに味わう。しかし、子供向けなどに砂糖を入れた生地で作られる例もある。また、サイズは主食であるため、日本の中華まんほどのサイズであることが多く、また、労研饅頭よりも高さがあるものが多い。
このほか、「花巻」（ホワジュアル、huājuǎnr）と呼ばれる、生地を巻いて成型するタイプのものでは、黒糖を混ぜた生地と混ぜない生地で模様ができるようにするものがあり、また、刻み葱を巻き込む事もある。
これに対して、主食が米である中国の南部（華南）に製法が伝わると、饅頭を「甜点心」の一種として作られることが多くなり、生地に白砂糖が加えられることが多い。サイズも華北のものよりも小ぶりに作ることが多い。たとえば、香港映画『少林サッカー』の中でヴィッキー・チャオが作る饅頭は、甘さが持ち味となっており、この種の饅頭と考えられる。台湾にも華北の饅頭とはまったく異なる食感のふんわりした甘い饅頭を売りにした専門店がある。また、甘みのある小ぶりの饅頭を油で揚げて「炸饅頭」（ジャーマントウ、zhá mántou）と称し、さらにコンデンスミルクを付けて食べることもあり、おおむね菓子に近い扱いである。労研饅頭は、中国東北部にルーツを持つが、味やサイズの点で華南と似た改変が行われたと考えられる。

## 食べ方
蒸したてのものをそのまま食べるのが、風味や食感に優れる。冷めると堅くなり、ぼそぼそしてくるが、焼いて食べると、表面がカリッとしたまた異なる食感や焦げ目の風味が楽しめる。電子レンジで熱し過ぎると堅くなるので、短時間暖めるか、蒸し器や鍋を使って蒸し直す方が本来の風味を味わうことができる。中国の「炸饅頭」のように揚げて食べる方法もある。

## 販売
たけうちの勝山町本店（伊予鉄道警察署前停留場西側）、大街道支店（伊予鉄道大街道停留場から南に100m、大街道商店街内）で販売するほか、メール・電話による通信販売も受け付けている。支払方法は代金引き換えや先振り込み、BASE、ストアーズのクレジット決済がある。